# Ellsinore (Misuri)
Ellsinore es una ciudad ubicada en el condado de Carter en el estado estadounidense de Misuri. En el Censo de 2010 tenía una población de 446 habitantes y una densidad poblacional de 350,72 personas por km².

## Geografía
Ellsinore se encuentra ubicada en las coordenadas 36°55′59″N 90°44′51″O / 36.93306, -90.74750. Según la Oficina del Censo de los Estados Unidos, Ellsinore tiene una superficie total de 1.27 km², de la cual 1.27 km² corresponden a tierra firme y (0%) 0 km² es agua.

## Demografía
Según el censo de 2010, había 446 personas residiendo en Ellsinore. La densidad de población era de 350,72 hab./km². De los 446 habitantes, Ellsinore estaba compuesto por el 99.1% blancos, el 0% eran afroamericanos, el 0.45% eran amerindios, el 0% eran asiáticos, el 0% eran isleños del Pacífico, el 0% eran de otras razas y el 0.45% pertenecían a dos o más razas. Del total de la población el 1.12% eran hispanos o latinos de cualquier raza.